# Paris–Ruhr
A Paris–Ruhr egy nemzetközi vasúti járat volt, amely összekapcsolta a franciaországi Párizst a németországi Dortmunddal. A járatot a két végállomásáról nevezték el, a nyugaton található Párizsról és keleten található Ruhr-vidékről. Élete nagy részében Trans-Europ-Express (TEE) volt.

## Története

### F-Zug
A Paris–Ruhr 1954. május 23-án indult egy kocsiosztályú nemzetközi járatként, FT 168-os, nyugati irányban FT 185-ös vonatszámon. A menetrendet úgy tervezték, hogy egy utas részt vehessen egy délutáni párizsi találkozón, és a visszaúton vacsorázzon, éppen Párizs elhagyása után. Ez a koncepció azt jelentette, hogy Dortmundból indultak már reggel 5:30-kor, és csak 00:45-kor érkeztek vissza Dortmundba. Kölnből és a vallóniai belga ipari városokból érkező idők kényelmesebbek voltak, a nyugati irányba az indulások 7:00-10:15 között, Párizsból 7:30-11:00 között történtek. A járatot a Deutsche Bundesbahn üzemeltette, eredetileg a VT 08 sorozatú dízelmotorvonatokkal.

### Trans Europ Express
1957. június 2-án a Paris–Ruhr volt az egyik kezdeti Trans-Europ-Express (TEE) szolgáltatás. A járművek elöl TEE jelzéseket kaptak, de a VT 08 használata folytatódott, mert az erre tervezett német TEE szerelvények még nem készültek el. A menetrend is szinte változatlan maradt. 1957. december 23-án a VT 08-at a csak első osztályú kocsikat továbbító DB VT 11.5 sorozatú motorvonatok váltották fel, amelyeket erre a célra készítettek a TEE hálózat számára. 1960. május 29-én a Paris–Ruhrt, a Parsifal "tükörképét" meghosszabbították Hamburgig. A kilométerdíjak kiegyenlítése érdekében a Parsifalban használt francia járműveket átcsoportosították a Paris–Ruhr-ba és fordítva, így a németországi extra kilométereket német vonatok tették meg anélkül, hogy kilométerdíjat kellett volna fizetniük a külföldi pályahasználatért. Ennek eredményeként a Paris–Ruhrt a francia RGP-825 sorozatú dízelmotorvonattal üzemeltették 1960. május 29. és 1965. május 30. között.
Mivel a vasútvillamosítás Németországban tovább folytatódott, 1965 elején villamosmozdonyokat és TEE kocsikat szereztek be. A TEE Helvetia gördülőállományát villamosmozdonyokkal vontatott vonatok váltották fel, és a VT 11,5-ösöket átcsoportosították a Paris–Ruhr járatba. A belgiumi villamosítás befejezése után 1969. június 1-jén a Paris–Ruhr is villamosmozdonnyal vontatott vonatra változott. 1973. június 3-án a szolgálatot TEE Molière névre keresztelték át.
Menetrend:
| TEE 40 | Ország        | Állomás                 | km  | TEE 41 |
| ------ | ------------- | ----------------------- | --- | ------ |
| 06:13  | Németország   | Dortmund Hauptbahnhof   | 0   | 23:59  |
| 06:32  | Németország   | Essen Hauptbahnhof      | 34  | 23:38  |
| 06:47  | Németország   | Duisburg Hauptbahnhof   | 54  | 23:23  |
| 07:02  | Németország   | Düsseldorf Hauptbahnhof | 77  | 23:10  |
| 07:30  | Németország   | Köln Hauptbahnhof       | 117 | 22:45  |
| 08:10  | Németország   | Aken                    | 187 | 22:03  |
| 08:37  | Belgium       | Verviers                | 217 | 21:37  |
| 08:50  | Belgium       | Luik                    | 242 | 21:22  |
| 09:36  | Belgium       | Namen                   | 302 | 20:35  |
| 10:03  | Belgium       | Charleroi Sud           | 339 | 20:08  |
| 10:28  | Franciaország | Maubeuge                | 381 | 19:43  |
| **:**  | Franciaország | St Quentin              | 456 | 19:06  |
| 12:11  | Franciaország | Paris Gare du Nord      | 547 | 17:55  |